# Irina Kemmsies
Irina Kemmsies (ur. 14 maja 1996 w Kuszwie) – niemiecka siatkarka, grająca na pozycji rozgrywającej. 

## Sukcesy klubowe
Puchar Szwajcarii:
- 2021

## Sukcesy reprezentacyjne
Volley Masters Montreux:
- 2017